# Конный промысел креветок в Остдёйнкерке
Конный промысел креветок в Остдёйнкерке (нидерл. Paardenvisserij in Oostduinkerke) — существующая на протяжении как минимум пятисот лет традиция лова креветок рыбаками, сидящими на спинах лошадей, в мелких прибрежных водах у берегов бельгийской посёлке Оостдёйнкерке (с 1978 года входящей в состав коммуны Коксейде).
Некогда такой вид промысла был распространён на всём фламандском побережье Северного моря и в некоторых других местах, однако в настоящее время сохранился только в Остдёйнкерке.
В 2013 году традиция была включена в Список нематериального культурного наследия ЮНЕСКО; заявка на внесение в список была подана ещё в 2009 году.

## История
Ранее такой вид промысла имел распространение не только на побережье современных Бельгии и Нидерландов, но и северной Франции и южной Англии: бедные фермеры нередко ловили креветок таким способом в зимнее время, чтобы прокормиться. Рыбачивших с помощью ездовых животных на современном бельгийском побережье называли seynevissen (от слова seyne, означающего вытянутую сеть, которые и использовались рыбаками). Первоначально для промысла использовали мулов, а не лошадей, но затем отдали предпочтение последним как более выносливым, что также позволило увеличить размер используемых при промысле сетей; мулов вновь использовали для промысла некоторое время после Первой мировой войны.
Ныне для промысла используются только лошади фламандской породы (брабансон) по причине их силы и выносливости, хотя ранее встречалось использование и более мелких лошадей. Размер современных сетей для промысла также значительно превосходит существовавшие ранее, которые в длину не превышали 4 м.
Уже к рубежу XIX и XX веков промысел стал постепенно сходить на нет даже в Бельгии (в других странах исчезнув значительно раньше), сохранившись только в местности Остдюнкерк: в 1940 году им занималось сорок местных семей, в 1968 году — только семь.

## Процесс
Мелководье в непосредственной близости от Коксейде у слегка наклонного плоского побережья изобилует креветками вида обыкновенная креветка. Такой рельеф позволяет рыбачить, сидя на лошадях. Рыбалка проводится несколько раз в неделю, за исключением зимних месяцев.
Вылов креветок длится три часа — он начинается за 90 минут до малой воды и заканчивается через 90 минут после неё. Рыбаки, одетые в отличительные ярко-жёлтые клеёнчатые костюмы и жёлтые же шапки-зюйдвестки, сидя верхом на лошадях с особыми деревянными сёдлами, к которым прикреплены плетёные корзины, вытягивают вдоль побережья сети (длиной от 7 до 10 метров). Когда сети наполняются креветками, лошади рыбаков, запущенные наездниками в воду по грудь, вытаскивают их.
Рыбалка прерывается каждые полчаса, чтобы рыбаки могли освободить сеть от улова и отдохнуть; прилов в виде крабов, медуз, мелкой рыбы и других животных выбрасывается. Креветок (улов которых у одного рыбака в день может достигать от 10 до 20 кг) сгружают в корзины, которые затем перевозятся на лошадях к домам рыбаков. Креветки сортируются, промываются несколько раз членами семьи, а затем варятся. После варки значительную их часть выставляют на продажу.

## Современное состояние
В 2013 году в традиционный конный промысел креветок в Бельгии были вовлечены двенадцать семей. Эти семьи поддерживаются органами власти Коксейде, культурными обществами и туристическими организациями. В частности, принята даже специальная программа, чтобы обеспечить продолжение существования этого вида промысла. Общественные организации «d’Oostduinkerkse paardenvissers» (основана 24 апреля 1996 года) и «Orde van de Paardenvisser» занимаются распространением информации о промысле, а Navigo — национальный музей рыболовства — содержит различные документы, описывающие обычаи и традиции, связанные с ним.
С 1950 года местная туристическая организация с участием местных жителей организует в начале лета двухдневный «креветочный фестиваль». Изюминкой мероприятия является процессия конных рыбаков по городским улицам, которая привлекает около 10 000 туристов.